# Escola Superior de Música de Catalunya

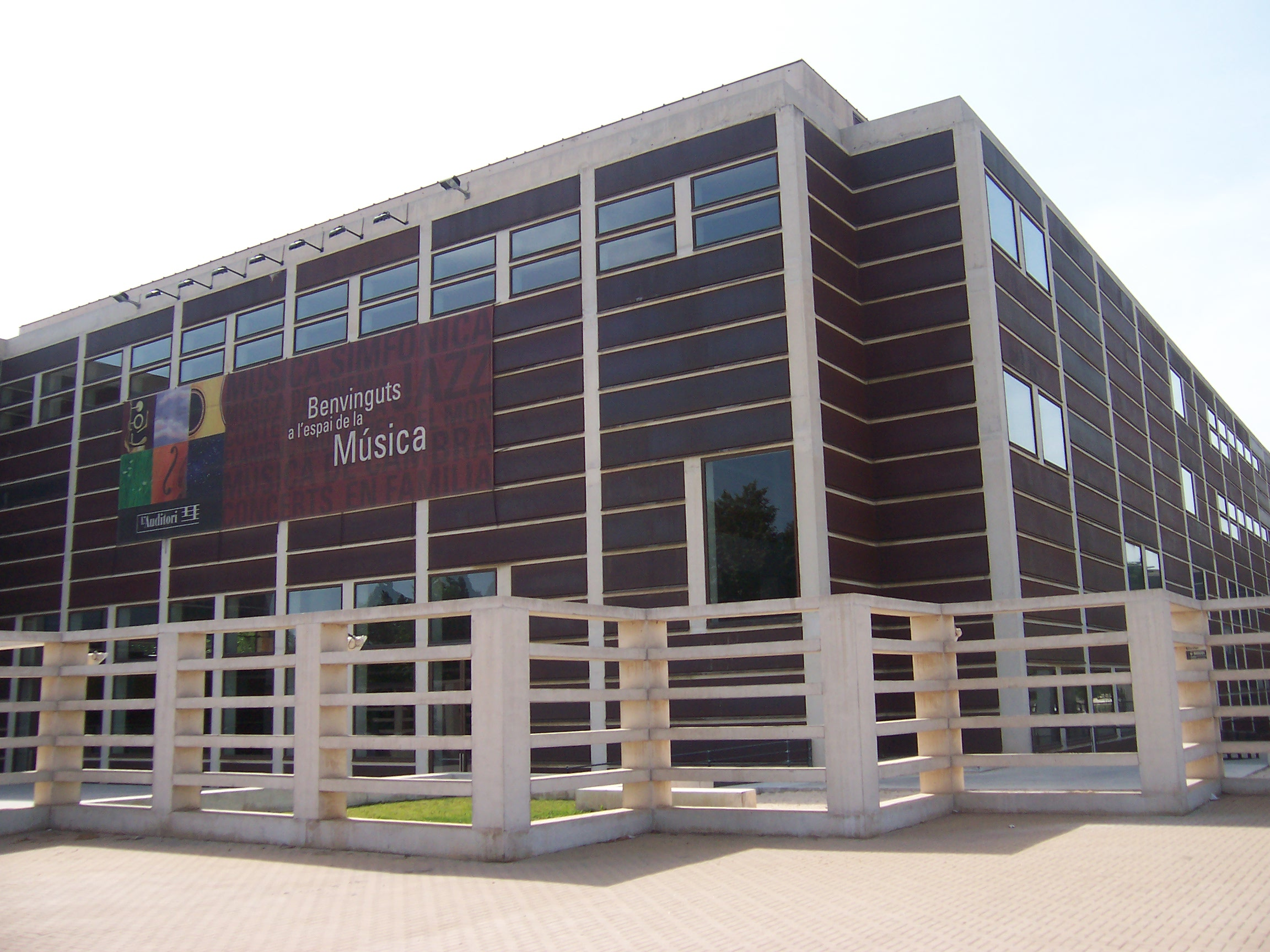
L’Auditori in Barcelona, in dem die ESMUC untergebracht ist

Die Escola Superior de Música de Catalunya (Höhere Musikschule von Katalonien), abgekürzt ESMUC, ist die einzige staatliche universitäre Musikausbildungsstätte in Barcelona. Diese Bildungseinrichtung ist im L’Auditori, im Auditorium von Barcelona, einem Gebäudekomplex, in dem Konzertsäle und mehrere Musikorganisationen angesiedelt sind, untergebracht.

## Die Musikhochschule
Die Musikhochschule begann ihren Ausbildungsbetrieb im Studienjahr 2001/2002 zunächst an einem vorläufigen Sitz, einem alten Bildungszentrum in der Straße Berenguer de Palou unweit des Stadtteils La Sagrera. 2004 bezog sie dann die Räumlichkeiten im Auditorium von Barcelona. Sie bietet Studiengänge und Abschlüsse in folgenden Bereichen an:
- Interpretation (in den Bereichen Klassische und Zeitgenössische Musik, Jazz und Moderne Musik, Alte und Traditionelle Musik)
- Komposition
- Dirigieren (Chor und Orchester)
- Musikwissenschaft
- Musikpädagogik (generell und für Instrumente)
- Sonologie
- Musik-Produktion und -Management

Der die Hochschule gründende Violinist Gerard Claret i Serra war der erste Direktor. 2005 übernahm der Dirigent Salvador Mas i Conde, von 2008 bis 2018 der Fagottist Josep Borràs i Rocca die Leitung. Seit November 2018 leitet Núria Sempere (Professorin im Bereich Musik-Produktion und -Management) die Musikhochschule. Ihr ist die Musiktherapeutin Melissa Mercadal als akademische Direktorin an die Seite gestellt. Beide Leitungskräfte kommen aus der bestehenden Professorenschaft der Institution.
Gegenwärtig werden jedes Studienjahr etwa 150 neue Studenten aufgenommen. Insgesamt stehen derzeit den etwa 600 Studenten 200 Professoren und Lehrkräfte zur Verfügung.